# 泰道照山
泰道 照山（たいどう しょうざん、1907年〈明治40年〉1月2日 - 1984年〈昭和59年〉2月20日）は、日本の実業家である。元エスエス製薬会長。
長男は元エスエス製薬会長で、元衆議院議員の泰道三八。政治家で元内閣総理大臣の小泉純一郎の元妻である実業家の宮本佳代子は孫、俳優の小泉孝太郎と、政治家で衆議院議員の小泉進次郎は曽孫にあたる。

## 経歴
三重県度会郡小川郷村出身で、勘吉の三男。
1919年（大正8年）に神戸鉄道教習所を卒業して港町運輸事務所と大東被服に勤めたのち、1930年（昭和5年）に独立する。1942年（昭和17年）に東京第十布帛工業を設立して社長となり、東京都布帛製品工業協組専務理事、泰東布帛製品卸商組合理事を歴任する。朝鮮動乱の好景気で財を成す。
エスエス製薬は金融操作の誤りから1958年（昭和33年）2月に経営不振となり、社長から六代目白井正助が退いて土手守吉が就く。江戸時代の創業来続いた白井一族の手を離れ、泰道は11月に社長、1970年（昭和45年）12月に会長に就く。

## 人物像
宗教は仏教。趣味は碁、ゴルフ。
孫の宮本佳代子は小泉純一郎と結婚したが、佳代子の父親的存在の泰道は反対した。佳代子は政治家の妻に不安を抱くも、小泉から「“何の心配もいらない”と言われ、その言葉を信じて嫁に行った」と述べている。

## 家族・親族
泰道家 （三重県、千葉県市川市）
- 父・勘吉[2]
- 妻・とみ[2]
- 養子・正年[2]1927年（昭和2年）6月生[2] - 実業家
- 長女・志計子 - 泰道繊維系列の東洋化工で専務を務める宮本輝久（明治大学商学部卒）に嫁いだが、1974年に夫と死別[3]。娘の宮本佳代子（1956年（昭和31年） - ）は青山学院大学在学中の1978年に小泉純一郎と見合い結婚し、小泉孝太郎、小泉進次郎ら3児[3]を儲けた。
- 次女[2]1938年（昭和13年）9月生[2] - 夫の泰道正年（旧姓：藤田）は東京大学工学部を卒業して泰道リビング社長、会長、全日警会長[3]を務める。
- 三女[2]1940年（昭和15年）11月生[2] - 夫の数土直方（数土文夫の兄）は東京大学工学部を卒業してエスエス製薬社長、会長を経て名誉会長[3]を務める。
- 長男・三八（旧名：彰良） 1945年（昭和20年）1月生[2] - 慶應義塾大学経済学部、エスエス製薬、東都信用組合を経て、自由民主党衆議院議員、のちにコスモ信用組合事件で懲役3年6か月[7]を受刑する。
- 四女[2]1950年（昭和25年）生[2] -
- 五女[2]1953年（昭和28年）生[2] -